# Jordanoleiopus conradti
Jordanoleiopus conradti là một loài bọ cánh cứng trong họ Cerambycidae.